# IC 817
IC 817 — галактика типу E-S0 (еліптична спіральна галактика) у сузір'ї Діва.
Цей об'єкт міститься в оригінальній редакції індексного каталогу.